# Elefant Records
Elefant Records, ou simplement Elefant, est un label discographique de rock indépendant lancé en 1989 par Luis Calvo, éditeur du fanzine musical La Línea del arco. Spécialisé dans l'indie pop, le label compte plus de 500 références (albums et EP confondus).

## Histoire
L'édition du fanzine La Línea del arco (1989) est le signal de départ sur la trajectoire de l'un des labels indépendants espagnols les plus présents sur la scène musicale nationale et internationale. Depuis lors, Elefant Records joue un rôle majeur, soit en tant qu'organisateur de tournées (Noise Pop 92), de festivals (Festival international de Benicàssim) ou d'émissions de radio (Viaje a los sueños polar).
Des groupes et musiciens désormais mythiques ou cultes ont été édités chez Elefant, comme par exemple Family, Le Mans, Beef, Los Flechazos, Los Planetas, Nosoträsh, Carlos Berlanga, Vainica Doble, Trembling Blue Stars, La Casa Azul, Les Très Bien Ensemble, Camera Obscura, El Palacio de Linares, The School, Helen Love, Astrud, Cooper, Momus, Heavenly, BMX Bandits, Papa Topo, La Bien Querida et Spring.
En 2014, le 25e anniversaire du label est célébré avec le lancement de l'ensemble de son catalogue sur la plateforme Bandcamp.